# Micropeplus porcatus
Micropeplus porcatus är en skalbaggsart som först beskrevs av Gustaf von Paykull 1789.  Micropeplus porcatus ingår i släktet Micropeplus, och familjen kortvingar. Enligt den finländska rödlistan är arten nationellt utdöd i Finland. Arten är reproducerande i Sverige. Artens livsmiljö är parker, gårdsplaner och trädgårdar.